# Playa de La Corbera
La playa de La Corbera se encuentra en el concejo asturiano de Cudillero y pertenece a la localidad española de Villademar.

## Descripción
La playa tiene forma lineal, una longitud de unos 200 m y una anchura media de unos 20 m.
Sus accesos son muy difíciles teniendo que deslizarse por los acantilados, bastante verticales.
La playa, que forma parte de la Costa Occidental de Asturias, está catalogada como Paisaje protegido, y además es ZEPA y LIC.
Para acceder a esta playa hay que localizar los pueblos más próximos que son Villademar y Cudillero. Los accesos pueden ser por mar o a pie. En este último caso hay que atravesar el pedrero del «Reguero de la Cerezal» que sale del mismo puerto de Cudillero. También puede observarse, pero de lejos, desde un mirador que hay en la carretera de salida de Cudillero hacia el oeste, justo en el cambio de rasante. Hay que hacer la misma recomendación que con su playa vecina por el oeste, de Las Rubias. La playa no tiene ningún servicio y la única actividad recomendada es la pesca submarina. Se puede aprovechar esta visita para ver el precioso puerto marinero de Cudillero y el Faro Punta Rebollera. Como dato peculiar hay que decir que el 8 de febrero de 2007 se pescó una lubina de casi 18 kg con aparejo de enmalle.